# Noraldo Palacios
Noraldo Palacios Rivas (né le 8 juillet 1980 à Turbo, Antioquia) est un athlète colombien spécialiste du lancer de javelot.
Son meilleur résultat était un jet de 79,09 m, record national, obtenu en octobre 2006 à Tunja pour devenir champion d'Amérique du Sud, record qu'il porte à 79,61 m à Bogota le 24 mai 2009.